# Clase de los cántaros de una sola asa

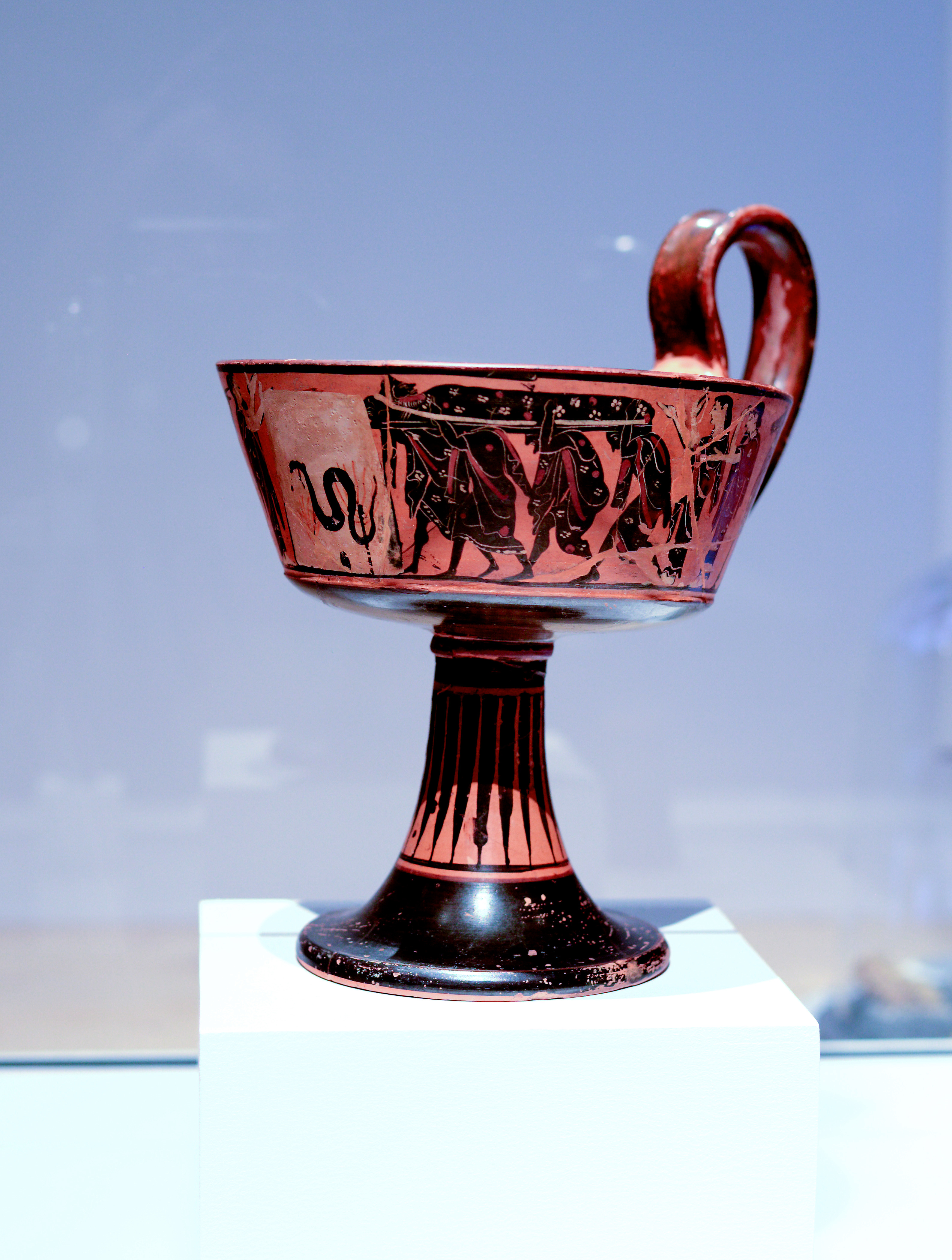

La clase de los cántaros de una sola asa es una pequeña clase de cántaros áticos de figuras negras de un sola asa con pies altos, que fueron creados a finales del siglo VI a. C. Los cántaros corresponden en su forma al cíato etrusco y fueron producidos para el mercado etrusco. Fueron decorados por varios pintores, todos ellos procedentes de un taller, cinco de los cuales John Beazley atribuyó al Grupo del Vaticano G 58, un subgrupo del Grupo Perizoma.